# The Smoking Gunns
The Smoking Gunns foi uma dupla de wrestling profissional formada pelos irmãos (em kayfabe) Billy Gunn (Monty Sopp) e Bart Gunn (Mike Polchlopek). Eles interpretavam cowboys na World Wrestling Federation (WWF) de 1993 a 1996, onde conquistaram o WWF Tag Team Championship três vezes.

## História

### International Wrestling Federation (1993)
Polchlopek e Sopp começaram a formar dupla como os "Long Riders" na International Wrestling Federation, sediada em Orlando, Flórida (não confundir com a promoção de nome semelhante comandada por Killer Kowalski). Polchlopek lutava como Brett Colt, enquanto Sopp era conhecido como Kip Winchester. Eles conquistaram juntos o IWF World Tag Team Championship duas vezes antes de assinarem com a World Wrestling Federation (WWF).

### World Wrestling Federation

#### Início (1993-1994)
The Smoking Gunns fizeram sua estreia na WWF em 5 de abril de 1993, no dia seguinte a WrestleMania IX, derrotando os jobbers Barry Horowitz e Reno Riggins. Vinhetas começaram a ser exibidas na televisão da WWF promovendo a estreia dos Smoking Gunns, a partir do episódio de 25 de abril do Wrestling Challenge. Os Gunns fizeram sua estreia televisionada na WWF no episódio de 15 de maio do Mania como favoritos dos fãs, derrotando Damian Demento e The Brooklyn Brawler. Durante essa estreia televisionada, Brett Colt foi renomeado para Bart Gunn e Kip Winchester foi renomeado para Billy Gunn. A primeira participação deles em um pay-per-view foi no evento King of the Ring, em uma luta de quartetos, na qual eles se uniram aos Steiner Brothers para derrotar The Headshrinkers e Money Incorporated, com Billy fazendo o pin em Ted DiBiase. A próxima luta importante aconteceu no SummerSlam, quando eles se juntaram a Tatanka para derrotar Bam Bam Bigelow e The Headshrinkers.
Desde a estreia até janeiro de 1994, eles disparavam festim com armas de verdade nas arenas, mas começaram a receber reclamações de famílias dizendo que estavam assustando as crianças, o que os levou a parar com os disparos.
Embora continuassem a lutar como equipe, eles não voltariam a aparecer juntos em um pay-per-view da WWF por mais de um ano. No outono de 1994, os Gunns iniciaram uma rivalidade com os Heavenly Bodies (Tom Prichard e Jimmy Del Ray). Os Bodies atacaram os Smoking Gunns e destruíram seus chapéus de cowboy. Em resposta, os Gunns pegaram os mantos dos Bodies e rasgaram as asas. As duas duplas tiveram uma série de lutas em house shows, mas a rivalidade não terminou com uma luta decisiva. Em vez disso, eles se enfrentaram em uma luta de eliminação 5 contra 5 no Survivor Series 1994. Billy e Bart fizeram parte da equipe Guts and Glory (Lex Luger, Mabel e Adam Bomb) em uma derrota para o Million Dollar Team de Ted DiBiase (King Kong Bundy, Tatanka, Bam Bam Bigelow e The Heavenly Bodies).

#### Campeões de Duplas (1995-1996)

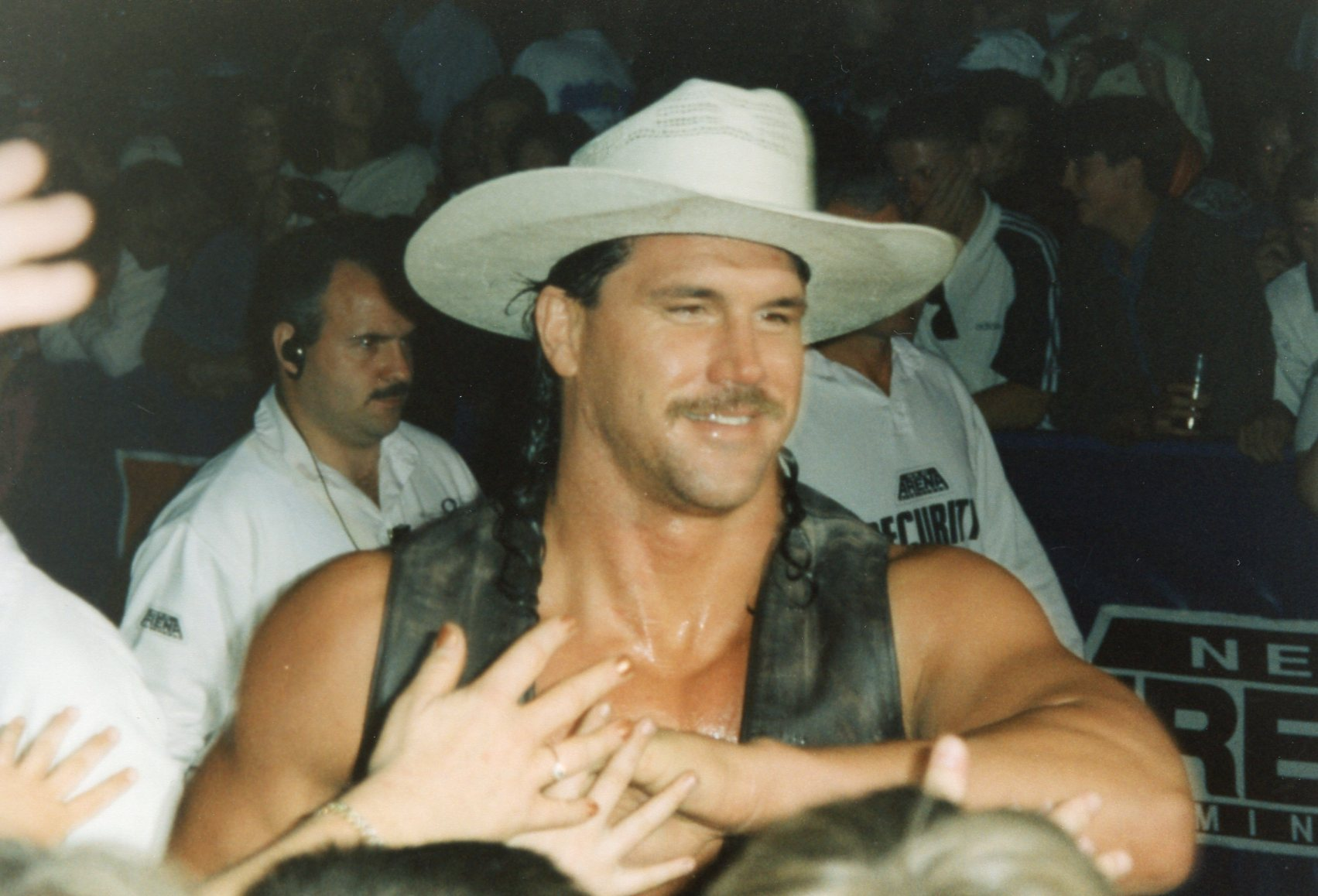
Bart Gunn com sua roupa de cowboy

Os Gunns estavam programados para competir em um torneio pelo Tag Team Championship vago após Shawn Michaels e Diesel, os campeões, começarem uma rivalidade. No entanto, lesões impediram os Gunns de participar. Um dia após seus substitutos, Bob "Spark Plug" Holly e 1-2-3 Kid, conquistarem os cinturões, os Gunns retornaram e venceram o título no episódio de 23 de janeiro de 1995 do Monday Night Raw. Em 1995, Billy e Bart rasparam seus bigodes e cortaram os cabelos longos. Os Gunns defenderam com sucesso os títulos contra Holly e Kid, The New Headshrinkers, Heavenly Bodies e Men on a Mission. Na WrestleMania XI, os Gunns enfrentaram Owen Hart e um parceiro misterioso, que foi revelado como Yokozuna, e perderam os cinturões. Os Smoking Gunns receberam uma revanche contra Owen Hart e Yokozuna no evento inaugural do In Your House, mas não conseguiram vencer. Os Gunns então tiveram uma breve rivalidade com os Blu Brothers, derrotando-os no SummerSlam.
No episódio de 25 de setembro do Raw, os Gunns reconquistaram o Tag Team Championship de Hart e Yokozuna, iniciando seu segundo reinado como campeões. Os Gunns desfrutaram de um reinado longo, derrotando desafiantes como Razor Ramon e 1-2-3 Kid no In Your House 4, e os Bodydonnas no Royal Rumble 1996. Em 15 de fevereiro de 1996, os Smoking Gunns renunciaram aos títulos quando Billy foi forçado a passar por uma cirurgia no pescoço.
Billy se recuperou rapidamente. Por volta desse período, os Gunns começaram a mostrar sinais de um heel turn e conquistaram seu último título três meses depois ao derrotarem os Godwinns no In Your House 8: Beware of Dog. Durante a luta, Billy distraiu Phineas I. Godwinn ao beijar Sunny, que havia vindo ao ringue com os Godwinns. Após a luta, Sunny tornou-se a manager dos Gunns e a equipe passou a agir como tweeners, com Billy assumindo uma postura mais heel e Bart mantendo-se mais como face.
Sunny manipulou os Gunns, fazendo com que os irmãos começassem a discutir. Sunny e Billy desenvolveram um relacionamento nas telas, o que incomodava Bart. Enquanto isso, os Gunns continuavam seu bem-sucedido reinado como Campeões de Duplas, derrotando os Godwinns em uma revanche no King of the Ring. Os Gunns então perderam para os antigos clientes de Sunny, os Bodydonnas, em uma luta não válida pelo título no In Your House 9: International Incident. No SummerSlam, os Gunns defenderam com sucesso os cinturões contra os Bodydonnas, os Godwinns e os New Rockers em uma luta de eliminação com quatro equipes. Eventualmente, os Gunns perderam os títulos para Owen Hart e British Bulldog em setembro de 1996 no In Your House 10: Mind Games.
Separação e rivalidade (1996–1997)
Sunny deixou a equipe porque ela só queria ser gerente de campeões (embora ela não tenha se tornado gerente de Hart e Bulldog, Clarence Mason acabou assumindo o posto, substituindo Jim Cornette). Billy, frustrado por ter perdido tanto o título quanto Sunny, começou a ter desentendimentos com Bart. Os Gunns não conseguiram recuperar o Tag Team Championship de Owen Hart e British Bulldog em uma revanche no In Your House 11: Buried Alive. No episódio de 27 de outubro do Superstars, Billy finalmente trraiu Bart ao abandonar uma luta contra os New Rockers. Bart, no entanto, conseguiu vencer a luta. Isso levou a separação dos Gunns e à rivalidade entre os dois.
Billy e Bart competiram em equipes opostas em uma luta de eliminação no Survivor Series durante o Free for All. Depois disso, no episódio de 16 de dezembro do Raw, os dois competiram em uma luta. Durante a luta, Bart acertou Billy com um hangman mal executado na corda superior, o que causou uma lesão no pescoço de Billy. Rumores surgiram de que na WrestleMania 13, os Gunns deveriam se enfrentar, mas a luta não aconteceu. Os dois ex-parceiros tiveram uma luta decisiva no episódio de 9 de junho de 1997 do Raw is War, onde Billy, que havia mudado seu personagem para "Rockabilly", derrotou Bart.

### Consequências
Logo depois, Bart foi para a National Wrestling Alliance (NWA) e, quando retornou à WWF em 1998, esteve principalmente envolvido em histórias com outros talentos da NWA e seus oponentes no torneio Brawl for All, o qual ele venceu. Na WrestleMania XV, ele perdeu para Butterbean em uma luta de boxe. No King of the Ring 1998, Billy e Bart se enfrentaram em uma luta de duplas entre os Midnight Express e os New Age Outlaws, com os Outlaws vencendo. Bart foi dispensado em abril de 1999, antes que pudesse iniciar outra rivalidade com Billy.
Após a separação, Billy recebeu a nova gimmick de Rockabilly, sendo gerido por The Honky Tonk Man. No entanto, a gimmick não teve sucesso, e ele se tornou "Badd Ass" Billy Gunn, mais tarde conquistando o WWF Intercontinental Championship, o WWF Hardcore Championship duas vezes, e o torneio King of the Ring 1999, além de mais oito títulos de duplas. Ele formou os New Age Outlaws com Road Dogg. Gunn se tornou dez vezes Campeão Mundial de Duplas, ao lado de Road Dogg e Chuck Palumbo. Ele foi dispensado pela empresa em novembro de 2004, após 11 anos de serviço.

## Títulos e prêmios
- International Wrestling Federation
  - IWF Tag Tag Championship (3 vezes)
- World Wrestling Federation
  - WWF Tag Team Championship (3 vezes)
  - Raw Bowl[17]